# Ризоль, Николай Иванович
Никола́й Ива́нович Ризо́ль (1919—2007) — советский, украинский баянист, музыкант-виртуоз, педагог, композитор, профессор (1973 г.) кафедры народных инструментов Национальной музыкальной академии Украины, народный артист УССР (1982 г.).

## Биография
Николай Иванович Ризоль родился 19 декабря 1919 г. в г. Екатеринославе в семье рабочего-гармониста.
Говорят, что нет песни без баяна. К этому можно добавить: в этом большая заслуга Николая Ивановича Ризоля, популяризатора баяна.
Играть, сперва на гармонике, он начал по примеру отца — любителя-гармониста И. С. Ризоля в 1930-х годах, знание начальной нотной грамоты получил от учителя музыки Ф. А. Сербина. Будучи воспитанником 45-й танковой дивизии, в 1935 году поступил в Киевское музыкальное училище, которое окончил в 1939 году (кл. баяна А. Ф. Магдика).
В 1935 г. с красноармейской самодеятельностью участвовал в концерте-рапорте мастеров искусств в Большом театре, исполнял как солист Турецкий марш В. А. Моцарта и Чардаш В. Монти для самого товарища И. Сталина и делегатов VII съезда Советов. Сталин сидел в ложе слева, в первом ряду. Николаю Ивановичу Сталин запомнился сосредоточенным, молчаливым и очень внимательным.
На шестой день войны, в июне 1941 г., Н. И. Ризоль был призван в ансамбль Киевского военного округа. Во время войны играл во фронтовом ансамбле. Его любил слушать сам маршал Георгий Жуков. Николай Иванович прошёл с баяном фронтовой путь от Волги до Берлина. Баянист-солист ансамбля Красноармейской песни и пляски Первого Белорусского фронта, старший сержант.
Выступал как солист. Организатор (1939 г.), художественный руководитель и участник квартета баянистов Киевской филармонии. Квартет образовался из двух дуэтов баянистов — женского и мужского. Николай Ризоль и Иван Журомский были студентами, а сестры — Мария и Раиса Белецкие, были в то время уже известны на эстраде.
В 1951 окончил Киевскую консерваторию. (класс баяна профессора М. М. Гелиса).
С целью повышения исполнительской техники разработал пятипальцевую аппликатуру на баяне («Принципы применения пятипальцевой аппликатуры на баяне», Москва, 1977 г.), автор очерков «О работе в ансамбле». Н. И. Ризолю принадлежат концерт для баяна с оркестром, пьесы и обработки народных песен для баяна.

## Педагогическая деятельность
А ещё Н. И. Ризоль — выдающийся педагог-воспитатель. С 1948 г. Н. И. Ризоль — преподаватель Киевской консерватории (с 1973 г. профессор). За много десятилетий педагогической деятельности в Киевской консерватории им. П. И. Чайковского, профессор Николай Иванович Ризоль воспитал более 100 музыкантов-баянистов, и они с честью держат марку его исполнительской школы по всему миру. Среди его учеников — 5 народных, 6 заслуженных артистов, 7 заслуженных деятелей искусств, 15 заслуженных работников культуры. В их числе — Владимир Бесфамильнов, народный артист Украины, профессор кафедры народных инструментов НМАУ; Сергей Гринченко, народный артист Украины, доцент НМАУ, руководитель «Квартета баянистов имени Николая Ризоля» Национальной филармонии Украины; Н. Михалъченко; А. Тихончук; лауреаты республиканского конкурсов Г. Козлов, В. Рунчак, Владимир и Вячеслав Самофаловы, М. Соснюк.

## Исполнительское искусство
Ансамблевое музицирование для Н. И. Ризоля — врожденная потребность, и поэтому 50 лет, с 1946-го по 1996-й, он возглавлял Квартет баянистов Киевской филармонии. Сам сделал много переложений для квартета произведений классической и современной музыки, собственных обработок музыкального фольклора. Композиторский дар Николая Ивановича расцвел в «Концерте для баяна с оркестром», сочинениях для оркестра народных инструментов. Вклад народного артиста Украины Николая Ивановича Ризоля в историю баянно-аккордеонного исполнительства по заслугам оценят потомки.
Впервые исполнено сочинение Н. Я. Чайкина Соната № 1 (Киевский дом композитора, 1944 г.).

## Сочинения
Сочинения для баяна: Концерт с симфоническим оркестром (Клавир, Москва, 1974), Фантазия на темы украинских народных песен и танцев (Москва, 1962), Фантазия на тему русской народной песни «Ах вы косы, косы русые» (Москва, 1962; Киев, 1967), Вариации на тему русской народной песни «Ах ты, зимушка-зима» (Киев, 1952; Москва, 1962; последнее издание — Москва, 1978), Вариации на тему украинской народной песни «Дождик» (Москва, 1962; Киев, 1967; последнее издание — Москва, 1978), Фантазия на темы песен из кинофильма «Кубанские казаки» (Киев, 1967), Фантазия на темы песен о мире А. Новикова и В. Белого (Киев, 1967), Украинский казачок (Москва, 1956, 6-е издание — Киев, 1969), Шуточная украинская полька (Москва, 1968); концертные обработки — «Киевский вальс» П. Майбороды (для дуэта, Москва, 1962), «Донецкая кадриль» И. Шамо (Москва, 1962), «Весенний вальс» А. Филиппенко (Киев, 1953), «Колхозный вальс» П. Майбороды (Киев, 1954), «Кадриль» Т. Хренникова (Киев, 1959), «Полонез» М. Огинского (для дуэта, Москва, 1962), «Вторая украинская рапсодия» К. Лысенко (для дуэта, Киев, 1968), «Казачья кавалерийская» В. Митькика (для дуэта, Киев, 1973); обработки русских народных песен — «Ах ты, душечка» (Москва, 1951; последнее изд. — Москва, 1962), «Меж крутых бережков» (Москва, 1951; последнее изд. — Москва, 1962), «Во поле березонька стояла» (для дуэта, Киев, 1969); обработка укр. нар. песни «Реве та стогне Дніпр широкий» (Москва, 1962); обработки нар. танцев: Словацкая долька (Киев, I960; Москва, 1962), Румынский весенний хоровод (М., 1962), венгерский танец «Чардаш» (Москва, 1962; посл. изд. — Москва, 1973, для квартета — Москва, 1966), грузинский танец «Лезгинка» (Москва, 1962), таджикский танец «Ширин джон» (Москва, 1962; Киев, 1953; последнее издание — Москва, 1973), Молодёжный вальс, Полька, Медленный танец (Киев, 1959), Полька — вариации на тему украинского нар. танца (Москва, 1956), Концертная пьеса на буковинские темы (Киев, 1989); этюды; сборники — Играй, мой баян. Вып. 13 (Москва: Воениздат, 1962); Украинские народные песни (в обработке для баяна; Киев, 1955; 6-е издание — Киев, 1975); Украинские народные танцы (в обработке для баяна; Киев, 1959; 6-е издание — Киев, 1976); Избранные обработки для баяна (Ленинград: Музгиз, 1963); 100 украинских народных песен и танцев для баяна (Киев, 1991); Из репертуара квартета баянистов Киевской филармонии. Выпуски 1, 2 (Москва: издательство «Музыка», 1975, 1978); Концертный репертуар квартета баянистов (Киев, 1981). Автор методических пособий, составитель репертуарных сборников.

## Признание и государственные награды
Лауреат Всесоюзного смотра исполнителей на народных инструментах (Москва, 1939 г.), 1-го Республиканского украинского конкурса эстрадного искусства (Киев, 1950 г., 2-я премия за игру в квартете).
Удостоен «Серебряного диска» РАМ им. Гнесиных и Международного фестиваля «Баян и баянисты» (1999).
Награждён 35 государственными наградами.
Среди них: орден Красной Звезды (СССР) (25.10.1943 г. Приказ ком. войсками Белорусского фронта № 18/н), орден Отечественной войны 2 степени (03.11.1944 г. Приказ ком. войсками 1-го Белорусского фронта № 353/н), орден Отечественной войны 2 степени (06.04.1985 г.), орден «За заслуги» III степени (Украина) (1999), Почётной грамотой Кабинета министров Украины (1999)
Когда Николаю Ивановичу Ризолю исполнилось 85 лет, в честь юбилея и 65-летия трудовой деятельности состоялся творческий вечер и концерт.
Николай Иванович Ризоль ушёл из жизни 17 марта 2007 года. Похоронен в г. Киеве на Лесном кладбище, 117 участок, 1 ряд, 1 место.